# Theme and six diversions
Theme and six diversions is een compositie van Edward German uit 1918. Het is een van zijn latere werken. Het werk is geschreven na min of meer een opdracht van Edward Elgar. Op de terugreis van een muziekfestival in Norwich in 1905 vroeg Elgar aan German of hij niet een stuk wilde componeren op basis van de verhalen rond koning Knoet de Grote. German wilde er niet aan; hij componeerde zelden in die dagen. Uiteindelijk liet hij zich overhalen iets te componeren en zo kwam het dat er 1919 weer eens een serieus werk van hem op de lessenaar verscheen.
De titel is weer typisch behorend bij German. Na opmerkingen over zijn tweede symfonie, het zou geen echte symfonie zijn, hield de componist zich verre van de eigennamen binnen de klassieke muziek. Theme and six diversions is niets anders dan de klassieke thema en variaties, maar die naam ontweek hij. Het beginthema wordt gedurende het werk bewerkt en komt in sectie vijf als Engelse wals terug, om daarna in de finale triomfantelijk te eindigen, ondersteund door pizzicato van celli en contrabassen.
Theme and six diversions was in haar begindagen dermate populair dat German het zelf nog op de plaat vastlegde, maar de componist heeft het in zijn nadagen van het repertoire zien verdwijnen. Door de kwaliteit van zijn lichte muziek vond men dit niet op de lessenaar van een serieus orkest thuishoren.

## Bron en discografie
- Uitgave Marco Polo Records: Nationaal Symfonieorkest van Ierland o.l.v. Andrew Penny (bron)
- Uitgave Pearl Records: de historische opname uit 1919 van de componist zelf met het Symphony Orchestra (verdere aanduiding ontbreekt)(niet meer verkrijgbaar in 2009)